# جوجو سیوا
جوئل جانی «جوجو» سیوا (انگلیسی: Joelle Joanie " JoJo " Siwa؛ زادهٔ ۱۹ مهٔ ۲۰۰۳ ‏(۲۱ سال)) یک موسیقی‌دان، رقصنده، خواننده، بازیگر و شخصیت یوتیوب است. او به دلیل حضور در دو فصل برنامه «رقص مادران» (Dance Moms) به همراه مادرش جسالین سیوا (Jessalynn Siwa) و تک آهنگ‌هایش «بومرنگ» (Boomerang) و «بچه در فروشگاه آب نبات» (Kid in a Candy Store) مشهور است. سیوا فیلم‌هایی از زندگی روزانه خود را در کانال‌های یوتیوب خود به نام «تلویزیون جوجو سیوا» و «اینه جوجو سیوا» قرار می‌دهد. طرفداران او سیواناتورز (Siwanatorz) نامیده می‌شوند.

## زندگی شخصی
سیوا از آگوست تا نوامبر سال ۲۰۲۰با ستاره تیک تاک مارک بونتمپو در رابطه بود. سیوا در ژانویه سال ۲۰۲۱ اعلام کرد که عضوی از جامعه ال جی بی تی است. بعد از آنکه یکی از طرفداران وی درباره ی گرایش جنسی او پرسید او پاسخ داد که هنوز نمی‌داند گرایش جنسی اش چیست. سیوا در پست اینستگرام خود آشکار کرد که در رابطه با بهترین دوستش است، که از او خواسته که دوست دخترش باشد.